# Перемысловичи
Перемысловичи (укр. Перемисловичі) — село в Белзской городской общине Шептицкого района Львовской области Украины.
Население по переписи 2001 года составляло 534 человека. Занимает площадь 1,268 км². Почтовый индекс — 80046. Телефонный код — 3257.